# Погрібний Віктор Олексійович
Віктор Олексійович Погрібний (5 серпня 1935, село Матусівці Великовисківського району Одеського округу, нині село Матусівка Маловисківського району Кіровоградської області — 1 жовтня 2017, там же) — український поет, прозаїк, публіцист, сатирик, громадський діяч. Автор численних публіцистичних статей, нарисів, художньо-документальних оповідей, памфлетів та фейлетонів, понад 50 теле- та радіопередач з проблем екології, збереження рідної мови, духовності. Заслужений журналіст України. Нагороджений орденами.

## Життєпис
Навчався в Мар'янівській, Великовисківській та середній школі № 4 міста Кіровограда.
Закінчив факультет журналістики Київського державного університету імені Т. Г. Шевченка (1958). Після закінчення університету працював у колгоспі їздовим, причеплювачем. Згодом був власкором республіканських газет «Молодь України», «Сільські вісті», «Літературна Україна».
З 1966 по 1975 — редактор кіровоградської обласної газети «Молодий комунар», з 1979 по 1998 роки — літпрацівник, завідувач відділу, заступник, перший заступник редактора обласної газети «Кіровоградська правда».

## Творчість
Друкується з 1957 р. Автор численних публікацій в республіканських часописах «Вітчизна», «Дніпро», «Київ», «Зміна», «Літературна Україна», «Вежа» та ін.
Автор книг поезії:
- «Напис на шибці» (1993),
- «Прости мій гнів» (2006),
- «Знайдений зошит»;

Автор книг публіцистики
- «Жертовне вогнище» (1995),
- «Серед українців» (2004);

Автор книг прози
- «Царина» (2003),
- «Гуща» (2013);

Автор книги гумору й сатири «Маркове пекло» (2005;
Автор текстів фотоальбомів
- «Нескорений „Спартак“» (1982),
- «Кіровоград» та інших видань.

Окремі твори увійшли до колективних збірок, альманахів, антологій, хрестоматій: «20 х 20. Письменники сучасної Кіровоградщини» (2004), «Шевченкіана степова» (2005), «Євшан» (поезія, 2000), «П'яте колесо» (гумор, 2002); «Золоте поле» (2009), «Блакитні вежі» (2011).

## Громадсько-політична діяльність
З 1969 — керівник Кіровоградського обласного літературного об'єднання «Степ».
Неодноразово обирався депутатом Кіровоградської обласної ради.
Ініціював відновлення статусу села Арсенівка, де народився І. К. Карпенко-Карий: домігся прокладення асфальтового шляху, встановлення пам'ятних знаків, відкриття музейно-природного заповідника «Батьківщина Карпенка-Карого» (1992).
Ініціював створення обласної організації «Зелений світ» (1989), заснував літературний фонд «Відродження» (1992), на кошти якого видано близько 100 книг літераторів Кіровоградщини та літературно-мистецький журнал «Степ», працюючи у ньому головним редактором.
Член Національної ради Конгресу української інтелігенції та голова його обласного відділення.

## Відзнаки
Лауреат премій:
- обласної комсомольської імені Юрія Яновського (1974),
- республіканської літературно-мистецької імені Івана Нечуя-Левицького (1996),
- обласної імені Євгена Маланюка в номінації «Літературознавство та публіцистика» за книгу «Серед українців» (2004),
- імені Остапа Вишні за книгу «Маркове пекло» (2008),
- імені Олеся Гончара за книгу «Куща» (2015).

Заслужений журналіст України.
Нагороджений орденами «Знак Пошани», «За заслуги» 2 ступеня; медаллю «За трудову відзнаку»; Почесними грамотами Національної спілки журналістів України, Національної спілки письменників України та її Почесним Знаком.